# Каширка (приток Мсты)

Каширка — река в России, протекает в Новгородской области. Устье реки находится в 173 км по правому берегу реки Мста. Длина реки составляет 29 км, площадь водосборного бассейна 294 км². 
Исток реки находится в Любытинском районе, но почти всё русло пролегает в Маловишерском районе, где река протекает через Веребьинское сельское поселение.

## Основные притоки
- Справа впадает Носница
- Слева впадает Фомин
- Слева впадает Мулевик
- В 18 км от устья, по правому берегу реки впадает река Кання.
- Справа впадает Ванявый
- Слева впадает Новосельский
- Справа впадает Снигля

## Данные водного реестра
По данным государственного водного реестра России относится к Балтийскому бассейновому округу, водохозяйственный участок реки — Мста без реки Шлина от истока до Вышневолоцкого г/у, речной подбассейн реки — Волхов. Относится к речному бассейну реки Нева (включая бассейны рек Онежского и Ладожского озера).
По данным геоинформационной системы водохозяйственного районирования территории РФ, подготовленной Федеральным агентством водных ресурсов:
- Код водного объекта в государственном водном реестре — 01040200212102000021275
- Код по гидрологической изученности (ГИ) — 102002127
- Код бассейна — 01.04.02.002
- Номер тома по ГИ — 2
- Выпуск по ГИ — 0